# Насильственное исчезновение
Насильственное исчезновение (англ. Forced disappearance) — арест, задержание, похищение или лишение свободы кого-либо в любой другой форме представителями государства или же лицами или группами лиц, действующими с разрешения, при поддержке или с согласия государства, при последующем отказе властей государства признать факт лишения свободы или сокрытии данных о судьбе или местонахождении исчезнувшего лица, вследствие чего это лицо остаётся без защиты закона. Такие действия часто сопровождаются пытками, а нередко и последующим убийством похищенного лица.
В прошлом насильственные исчезновения были, по большей части, характерной чертой военных диктаторских режимов. В настоящее время насильственные исчезновения могут происходить и в условиях внутренних конфликтов в различных странах. Они обычно являются инструментом запугивания и подавления политических противников.
Жёны похищенных являются теми, кто чаще всего сталкиваются с серьёзными экономическими проблемами, которые обычно сопровождают исчезновения кормильцев семьи. Это является одной из причин, по которым именно женщины чаще всего ведут активную борьбу за возвращение пропавших без вести членов семьи. При этом они сами могут подвергаться запугиванию, преследованию и репрессиям. Когда же сами женщины оказываются жертвами исчезновений, то они оказываются особенно уязвимыми перед сексуальными и другими видами насилия.
В 1980 году Комиссия по правам человека ООН постановила создать рабочую группу для изучения вопросов, касающихся насильственных или недобровольных исчезновений. С того времени мандат этой рабочей группы регулярно возобновлялся. Основная её задача заключается в оказании родственникам похищенных помощи в выяснении их судьбы или местонахождения, а также в оказании государствам помощи в деле предупреждения и искоренения насильственных исчезновений. К маю 2017 года рабочая группа направила информацию в общей сложности по 56 363 случаям насильственного исчезновения 112 государствам.
Генеральной Ассамблеей ООН от 20 декабря 2006 года была одобрена Международная конвенция для защиты всех лиц от насильственных исчезновений. На 2017 год участниками этой конвенции были 97 стран.
Резолюцией Генеральной Ассамблеи ООН от 21 декабря 2010 года был установлен Международный день жертв насильственных исчезновений, отмечаемый ежегодно 30 августа.